# Xander Severina
Xander David Severina (Rijswijk, 12 aprile 2001) è un calciatore olandese, di origini di Curaçao, attaccante del Maccabi Haifa e della nazionale di Curaçao.

## Carriera

### Club
Severina è cresciuto nei settori giovanili di Sparta Rotterdam, Quick Den Haag ed ADO Den Haag, dove ha firmato un contratto professionistico nel 2020. Il 10 dicembre 2020 ha rinnovato il contratto fino al 2023 ed il 4 aprile 2021 ha debuttato in prima squadra nell'incontro di Eredivisie perso 4-1 contro l'Utrecht. A partire dalla stagione successiva, con il club retrocesso in Eerste Divisie, è stato promosso stabilmente in prima squadra ed il 28 agosto 2022 ha segnato il suo primo gol nel successo per 4-0 sullo Jong Ajax.
Rimasto svincolato al termine della stagione 2022-2023, nell'estate seguente ha firmato con il Partizan.

### Nazionale
Ha debuttato con la nazionale di Curaçao il 28 marzo 2023 nell'amichevole persa 7-0 contro l'Argentina.

## Statistiche

### Presenze e reti nei club
Statistiche aggiornate al 30 aprile 2024.
| Stagione        | Squadra         | Campionato      | Campionato | Campionato | Coppe nazionali | Coppe nazionali | Coppe nazionali | Coppe continentali | Coppe continentali | Coppe continentali | Altre coppe | Altre coppe | Altre coppe | Totale | Totale | Totale |
| Stagione        | Squadra         | Comp            | Pres       | Reti       | Comp            | Pres            | Reti            | Comp               | Pres               | Reti               | Comp        | Pres        | Reti        | Pres   | Reti   |        |
| --------------- | --------------- | --------------- | ---------- | ---------- | --------------- | --------------- | --------------- | ------------------ | ------------------ | ------------------ | ----------- | ----------- | ----------- | ------ | ------ | ------ |
| 2020-2021       | ADO Den Haag    | ED              | 2          | 0          | CO              | 0               | 0               |                    | -                  | -                  |             | -           | -           | 2      | 0      |        |
| 2021-2022       | ADO Den Haag    | 1D              | 18+2       | 0          | CO              | 2               | 0               |                    | -                  | -                  |             | -           | -           | 22     | 0      |        |
| 2022-2023       | ADO Den Haag    | 1D              | 35         | 6          | CO              | 3               | 2               |                    | -                  | -                  |             | -           | -           | 38     | 8      |        |
| 2023-2024       | Partizan        | SL              | 26         | 7          | CS              | 3               | 0               | UECL               | 4                  | 0                  |             | -           | -           | 33     | 7      |        |
| Totale carriera | Totale carriera | Totale carriera | 83         | 13         |                 | 8               | 2               |                    | -                  | -                  |             | -           | -           | 91     | 15     |        |

### Cronologia presenze e reti in nazionale
| Cronologia completa delle presenze e delle reti in nazionale ― Curaçao | Cronologia completa delle presenze e delle reti in nazionale ― Curaçao | Cronologia completa delle presenze e delle reti in nazionale ― Curaçao | Cronologia completa delle presenze e delle reti in nazionale ― Curaçao | Cronologia completa delle presenze e delle reti in nazionale ― Curaçao | Cronologia completa delle presenze e delle reti in nazionale ― Curaçao | Cronologia completa delle presenze e delle reti in nazionale ― Curaçao | Cronologia completa delle presenze e delle reti in nazionale ― Curaçao |
| Data                                                                   | Città                                                                  | In casa                                                                | Risultato                                                              | Ospiti                                                                 | Competizione                                                           | Reti                                                                   | Note                                                                   |
| ---------------------------------------------------------------------- | ---------------------------------------------------------------------- | ---------------------------------------------------------------------- | ---------------------------------------------------------------------- | ---------------------------------------------------------------------- | ---------------------------------------------------------------------- | ---------------------------------------------------------------------- | ---------------------------------------------------------------------- |
| 28-3-2024                                                              | Santiago del Estero                                                    | Argentina                                                              | 7 – 0                                                                  | Curaçao                                                                | Amichevole                                                             | -                                                                      | 73’                                                                    |
| Totale                                                                 |                                                                        | Presenze                                                               | 1                                                                      |                                                                        | Reti                                                                   | 0                                                                      |                                                                        |